# ورپه
ورپه (به آلمانی: Werpe) یک منطقهٔ مسکونی در آلمان است که در اشمالنبرگ واقع شده‌است. ورپه ۲۱۰ نفر جمعیت دارد.